# Mesochorus kentuckiensis
Mesochorus kentuckiensis là một loài tò vò trong họ Ichneumonidae.